# Generazione X
Generazione X ist das dritte Soloalbum des Mailänder Rappers Mondo Marcio. Es erschien am 22. Juni 2007 bei EMI und wurde von Virgin vertrieben. Das Album verkaufte sich über 25.000 Mal.

## Entstehung
Nachdem Mondo Marcio im Januar 2006 sein zweites Soloalbum Solo un uomo veröffentlicht hatte, wurde im Juli 2006 zunächst sein Album Solo un uomo als Gold Edition wieder veröffentlicht, ergänzt durch das Mixtape (Nessuna via di uscita).

## Hintergrund
Das Album erschien anderthalb Jahre nach seinem zweiten Soloalbum Solo un uomo. Das neue Album wurde inhaltlich vielseitiger und persönlicher. So rechnet Mondo Marcio etwa im Lied Ultimo spettacolo mit der Hip-Hop-Szene ab, während Bye bye sich mit den Beziehungsproblemen von Mondo Marcio und einer alten Liebe beschäftigt.
Zu Generazione X wurde ein Musikvideo gedreht und das Lied als Single ausgekoppelt. Die Single Generazione X erschien kurz vor der Veröffentlichung des Albums und feierte seine Premiere live in Mailand bei der von MTV Italia organisierten TRL Awards.
Mondo Marcio hat alle Titel selbst produziert. Das Album war weniger erfolgreich als sein Vorgänger, es erreichte Platz 19 in den italienischen Charts. Während Mondo Marcio beim letzten Album noch drei Musikvideos gedreht hatte, wurde durch den Misserfolg die Promotion für Generazione X bereits nach dem ersten Video eingestellt.

## Musikalischer Stil
Einige Stücke des Albums Generazione X sind der stilistischen Richtung des Battle-Rap zuzuordnen, andere dem Gangster-Rap. Außerdem verarbeitet Mondo Marcio sein eigenes Leben in den Texten, was sich unter anderem in melancholischen Musikstücken wie Non ti ho mai detto („Ich habe dir nie gesagt“) niederschlägt.

## Titelliste
| #  | Titel                     | Gastbeiträge | Produzent    | Länge |
| -- | ------------------------- | ------------ | ------------ | ----- |
| 1  | All’aeroporto (Skit)      |              | Mondo Marcio | 0:47  |
| 2  | Generazione X             |              | Mondo Marcio | 4:20  |
| 3  | A modo mio                |              | Mondo Marcio | 4:20  |
| 4  | Ladro di bambini          | Caparezza    | Mondo Marcio | 4:25  |
| 5  | La mia metà               |              | Mondo Marcio | 3:31  |
| 6  | Notorietà                 |              | Mondo Marcio | 3:50  |
| 7  | Parla per te              |              | Mondo Marcio | 3:37  |
| 8  | Farai come dico           |              | Mondo Marcio | 3:31  |
| 9  | Gentili passeggeri (Skit) |              | Mondo Marcio | 0:35  |
| 10 | Ultimo spettacolo         |              | Mondo Marcio | 4:56  |
| 11 | Bye bye                   |              | Mondo Marcio | 3:45  |
| 12 | Sembra un fenomeno        |              | Mondo Marcio | 4:09  |
| 13 | Alza le mani              |              | Mondo Marcio | 2:55  |
| 14 | Ti starò affianco         |              | Mondo Marcio | 3:55  |
| 15 | Ogni città                |              | Mondo Marcio | 4:10  |
| 16 | La gente sola             |              | Mondo Marcio | 5:22  |
| 17 | Non dimenticarti di me    |              | Mondo Marcio | 4:14  |
| 18 | Non ti ho mai detto       |              | Mondo Marcio | 4:16  |
| 19 | Donne moderne             |              | Mondo Marcio | 4:14  |
| 20 | Che senso ha              |              | Mondo Marcio | 3:41  |